# Eastern Basketball Association 1971-1972
La stagione EBA 1971-72 fu la 26ª della Eastern Basketball Association. Parteciparono 6 squadre in un unico girone.
Rispetto alla stagione precedente i Camden Bullets si spostarono a Hazleton, diventando gli Hazleton Bits. I Delaware Blue Bombers, gli Hamden Bics e i Sunbury Mercuries scomparvero.

## Squadre partecipanti
- Allentown Jets
- Hazleton Bits
- Hartford Capitols
- Scranton Apollos
- Trenton Pat Pavers
- Wilkes-B. Barons

## Classifica
| Squadra             | V  | P  | %    | GB |
| ------------------- | -- | -- | ---- | -- |
| Allentown Jets      | 21 | 9  | 70,0 | -  |
| Scranton Apollos    | 17 | 13 | 56,7 | 4  |
| Hartford Capitols   | 17 | 13 | 56,7 | 4  |
| Trenton Pat Pavers  | 13 | 17 | 43,3 | 8  |
| Hazleton Bits       | 11 | 19 | 36,7 | 10 |
| Wilkes-Barre Barons | 11 | 19 | 36,7 | 10 |

## Play-off

### Semifinali
|  | Allentown Jets | 139 – 116 | Trenton Pat Pavers |  |

|  | Allentown Jets | 125 – 116 | Trenton Pat Pavers |  |

|  | Scranton Apollos | 117 – 110 | Hartford Capitols |  |

|  | Hartford Capitols | 118 – 109 | Scranton Apollos |  |

|  | Scranton Apollos | 108 – 107 | Hartford Capitols |  |

### Finale
|  | Allentown Jets | 124 – 114 | Scranton Apollos |  |

|  | Scranton Apollos | 128 – 110 | Allentown Jets |  |

|  | Scranton Apollos | 123 – 120 | Allentown Jets |  |

|  | Allentown Jets | 119 – 110 | Scranton Apollos |  |

|  | Allentown Jets | 115 – 111 | Scranton Apollos |  |

### Tabellone
|  | Semifinali | Semifinali | Semifinali |          |           | Finale    | Finale | Finale |  |
|  |            |            |            |          |           |           |        |        |  |
|  | 1          | Allentown  | 2          |          |           |           |        |        |  |
|  | 1          | Allentown  | 2          |          |           |           |        |        |  |
|  | 4          | Trenton    | 0          |          |           |           |        |        |  |
|  | 4          | Trenton    | 0          |          | Allentown | Allentown | 3      |        |  |
|  |            |            |            |          | Allentown | Allentown | 3      |        |  |
|  |            |            | Scranton   | Scranton | 2         |           |        |        |  |
|  | 3          | Hartford   | Scranton   | Scranton | 2         | 1         |        |        |  |
|  | 3          | Hartford   |            |          |           |           |        |        |  |
|  | 2          | Scranton   | 2          |          |           |           |        |        |  |

## Vincitore
| Campione EBA 1972          |
| -------------------------- |
| Allentown Jets (6º titolo) |

## Premi EBA
- EBA Most Valuable Player: Harthorne Wingo, Allentown Jets
- EBA Rookie of the Year: Craig Mayberry, Hartford Capitols